# Sébastien Squillaci
Sébastien Squillaci (sinh ngày 11 tháng 8 năm 1980) là một cầu thủ bóng đá người Pháp hiện là trung vệ của Bastia.

## Sự nghiệp câu lạc bộ

### Olympique Lyonnais
Sau sự ra đi của Deschamps và việc chỉ về đích ở vị trí thứ 11 những năm được thi đấu ở cúp châu Âu, Squillaci thể hiện mong muốn được ra đi. Anh được đồn sẽ tới một số đội bóng trước khi đặt bút ký hợp đồng 4 năm cùng Olympique Lyonnais trong khi Sylvain Monsoreau di chuyển theo chiều ngược lại sang Monaco. Squillaci có trận ra mắt cho Lyon trong trận đầu tiên của mùa giải Ligue 1 khi chơi cùng trung vệ người Brazil Cris. Lyon sau đó vô địch giải đấu với số điểm cách biệt 18 điểm. Squillaci thể hiện là sự lựa chọn số một ở vị trí trung vệ cùng Cris ở Lyon.

### Sevilla FC
Vào ngày 14 tháng 7 năm 2008, có thông tin rằng Lyon đã đồng ý bản hợp đồng có giá trị 6 triệu bảng để bán Squillaci tới đội bóng Tây Ban Nha Sevilla F.C.. Squillaci sau đó đồng ý ký vào bản hợp đồng có thời hạn 3 năm.

### Arsenal
Vào ngày 26 tháng 8 năm 2010 Arsène Wenger xác nhận đã ký hợp đồng với Squillaci với mức giá 4 triệu bảng. Anh có trận ra mắt vào ngày 11 tháng 9 năm 2010 gặp Bolton Wanderers ở sân vận động Emirates trong chiến thắng 4-1. Anh ghi bàn đầu tiên cho Arsenal vào lưới FK Partizan ở cúp C1 vào ngày 28 tháng 9 với một cú đánh đầu. Chỉ 5 ngày sau, anh làm đội trưởng của đội bóng lần đầu tiên trong trận derby London thua 2-0 trước Chelsea F.C.. Trong trận đấu tiếp theo đó anh lại làm đội trưởng và thể hiện màn trình diễn tốt trong chiến thắng 2-1 trước Birmingham City.

## Phong cách chơi
Anh được đánh giá là có khả năng chơi bóng bổng tốt, khoẻ, năng nổ, xử lý tốt trong những tình huống 1 đấu 1 và có thể ghi bàn tốt từ những tình huống cố định.

## Thi đấu quốc tế
Squillaci đã trở thành thành viên quen thuộc của đội tuyển bóng đá quốc gia Pháp từ năm 2004 đến năm 2010, có trận ra mắt ở trận giao hữu với đội tuyển bóng đá quốc gia Bosna và Hercegovina. Tính tới năm 2010 anh đã có 21 lần ra sân cho đội tuyển Pháp.

## Danh hiệu
Ajaccio
- Ligue 2 (1): 2001–02

Monaco
- Coupe de la Ligue (1): 2002-03

Lyon
- Ligue 1 (2): 2006–07, 2007–08
- Trophée des Champions (1): 2006

Sevilla
- Copa del Rey (1): 2009-10